# Beaver (affluente Stewart)
Il Beaver  è un fiume del Canada che scorre nello Yukon. Il fiume nasce dai Monti Ogilvie e, dopo circa 130 chilometri, si immette nel fiume Stewart.